# Distrito electoral federal 2 de Yucatán

Integración del Distrito II de Yucatán.

El II Distrito Electoral Federal de Yucatán es uno de los 300 Distritos Electorales en los que se encuentra dividido el territorio de México y uno de los 5 en los que se divide el Yucatán. Su cabecera es la ciudad de Progreso.
Desde la redistritación de 2005 está formado por los municipios del norte del estado, el corazón de la antigua zona henequenera.

## Distritaciones anteriores

### Distritación 1996 - 2005
Su territorio estaba formado por los municipios del noroeste del estado.

## Diputados por el distrito
- XLIX Legislatura
  - (1973 - 1976): Hernán Morales Medina (PRI)
- L Legislatura
  - (1976 - 1979): Rubén Calderón Cecilio (PRI)
- LI Legislatura
  - (1979 - 1982): Gonzalo Navarro Báez (PRI)
- LII Legislatura
  - (1982 - 1985): José Pacheco Durán (PRI)
- LIII Legislatura
  - (1985 - 1988): Renán Solís Avilés (PRI)
- LIV Legislatura
  - (1988 - 1991): José Ignacio Mendicuti Pavón (PRI)
- LV Legislatura
  - (1991 - 1994): Fernando Romero Ayuso (PRI)
- LVI Legislatura
  - (1994 - 1997): Rubén Calderón Cecilio (PRI)
- LVII Legislatura
  - (1997 - 2000): Wilbert Chi Góngora (PRI)
- LVIII Legislatura
  - (2000 - 2003): José Feliciano Moo y Can (PRI)
- LIX Legislatura
  - (2003 - 2006): Ivonne Ortega Pacheco (PRI)
- LX Legislatura
  - (2006 - 2009): José Luis Blanco Pajón (PRI)
- LXI Legislatura
  - (2009 - 2011): Felipe Cervera Hernández (PRI)
  - (2011 - 2012): María Ester Alonzo Morales (PRI)
- LXII Legislatura
  - (2012 - 2015): María del Carmen Ordaz Martínez (PRI)
- LXIII Legislatura
  - (2015 - 2018): Lucelly Alpizar Carrillo (PRI)
- LXIV Legislatura
  - (2018 - 2021): María Ester Alonzo Morales (PRI)
- LXV Legislatura
  - (2021 - 2024):  Mario Xavier Peraza Ramírez (PVEM)

## Elecciones de 2009
|  | Partido Acción Nacional                        |  | Jonatan Esau Paz Solís       |
|  | Coalición Primero México (PRI, PVEM)           |  | Felipe Cervera Hernández     |
|  | Partido de la Revolución Democrática           |  | María Teresa Solís Reyes     |
|  | Coalición Salvemos a México (PT, Convergencia) |  | Flor de Mayo Rouco Pacheco   |
|  | Partido Nueva Alianza                          |  | Cindy Santos Ramayo          |
|  | Partido Socialdemócrata                        |  | Felipe Neri Espinosa Herrera |